# San Martino (Ferrara)
San Martino è una frazione di Ferrara di 3 531 abitanti, facente parte della Circoscrizione 2.
Dista da Ferrara 9 km e si sviluppa fra Chiesuol del Fosso, Montalbano e Torre Fossa, non distante dalla Strada statale 64 Porrettana.

## Storia
Sorto lungo il percorso dell'antico canale di navigazione da Torre Fossa per Bologna, era chiamato San Martino della Pontonara ed è menzionato in una bolla di Clemente III del 1189.
Nel 1242 il territorio fu teatro di una lunga contesa fra Ferrara e Bologna che comportò la costruzione di diverse torri di guardia e avvistamento ad opera dei bolognesi, fra cui la "Torre dell'Usolino" (oggi detta dell'Uccellino), situata sulla strada di congiungimento con la vicina Poggio Renatico.
In località "Buttifredo", nel 1797 l'esercito francese inviato da Bologna, depredò e trucidò trentuno abitanti.

## Monumenti e luoghi d'interesse
- Chiesa di San Martino Vescovo. Chiesa parrocchiale, costruita nel 1290.
- Torre dell'Uccellino, costruita nel 1242, in cotto a vista, presenta una merlatura guelfa; questa costruzione si trova al confine tra Uccellino (frazione di San Martino che dà il nome alla torre) ed il territorio di Poggio Renatico.
- Cippo di Ugo Costa
- Monumento ai Caduti